# Madar Ilona
Pusztainé Madar Ilona (Sárrétudvari, 1923 – 2007) néprajzkutató, önkéntes gyűjtő.

## Élete
Református földműves családban született. Később végezte el az egyetemet.
Több dolgozatában állított emléket Sárrétudvari hagyományos paraszti kultúrájának (lótartás, szekérkészítés). Gyűjtött többek között a Káli-medencében (népi vallásosság, erkölcsi szokások), a Galgamentén (vallásos népszokások, temetkezés Bagon), Békés megye falvaiban (uradalmi cselédélet, táplálkozás). Bejárta a magyar kultúra egyes peremterületeit is, például az Őrvidéket, a felvidéki Garam-mentét és a Zobor-vidéket (szokásvilág és társadalomnéprajz), a székelyföldi Sóvidéket (atyhai szekeresség, parajdi sóbányászat és sókereskedelem). 
Hosszú betegség után hunyt el. A Farkasréti temetőben helyezték örök nyugalomra.

## Elismerései és emlékezete
- 1979 Magyar Néprajzi Társaság - Sebestyén Gyula Emlékérem
- 2008 Emléktábla Sárrétudvari községi könyvtárának falán[3]

## Művei
- 1967 Sárrétudvari hiedelmek. Néprajzi Közlemények XII, 23-225.
- 1973 Szekérkészités és használat a székelyföldi Atyhán és az alföldi Sárrétudvariban. Néprajzi Közlemények 18.
- 1982 Uradalmi cselédek Békés megyében. Békéscsaba.
- 1983 A békésiek táplálkozása. In: Dankó Imre (szerk.): Békés város néprajza. Békés, 463-504.
- 1984 Adatok a Kál-völgyi falvak vallásos szokásainak és erkölcsének változásához. VMMK 17, 659–674.
- 1988 Adalékok a paradi sóbányászathoz és sókereskedelemhez. Ethnographia XCIX/2, 213–236.
- 1988 Temetkezési szokások Archiválva 2021. november 30-i dátummal a Wayback Machine-ben In: Bag, Néprajzi Tanulmányok, Múzeumi füzetek 35., Aszód, 265-280.
- 1989 Fejezetek Zoboralja társadalomnéprajzához. Debrecen.
- 1991 Ima, imádkozás és az ima hatása. In: S. Lackovits Emőke (szerk.): Népi vallásosság a Kárpát-medencében 1. Veszprém, 121–126.
- 1993 Sárrétudvari néprajza.
- 1994 Alsó-Garam mente földművelése. Studia Comitatensia 23.
- 1994 Gazdasági eszközök az abonyi Falumúzeumban. Studia Comitatensia 23.
- 1998 A Sóvidék vallásosságáról. Mentor Kiadó, Marosvásárhely.
- 2003 A Sóvidék földművelése. Marosvásárhely.
- 2004 Atyha szokásvilága. Marosvásárhely. (tsz. Pusztai János)